# 불라크
불라크(Boulaq, بولاق Būlāq[*], 고대 그리스어: φυλακή)는 이집트 카이로에 있는 지역이다. 카이로의 시내, 아즈바케야(Azbakeya), 나일강과 인접해 있다.

## 역사

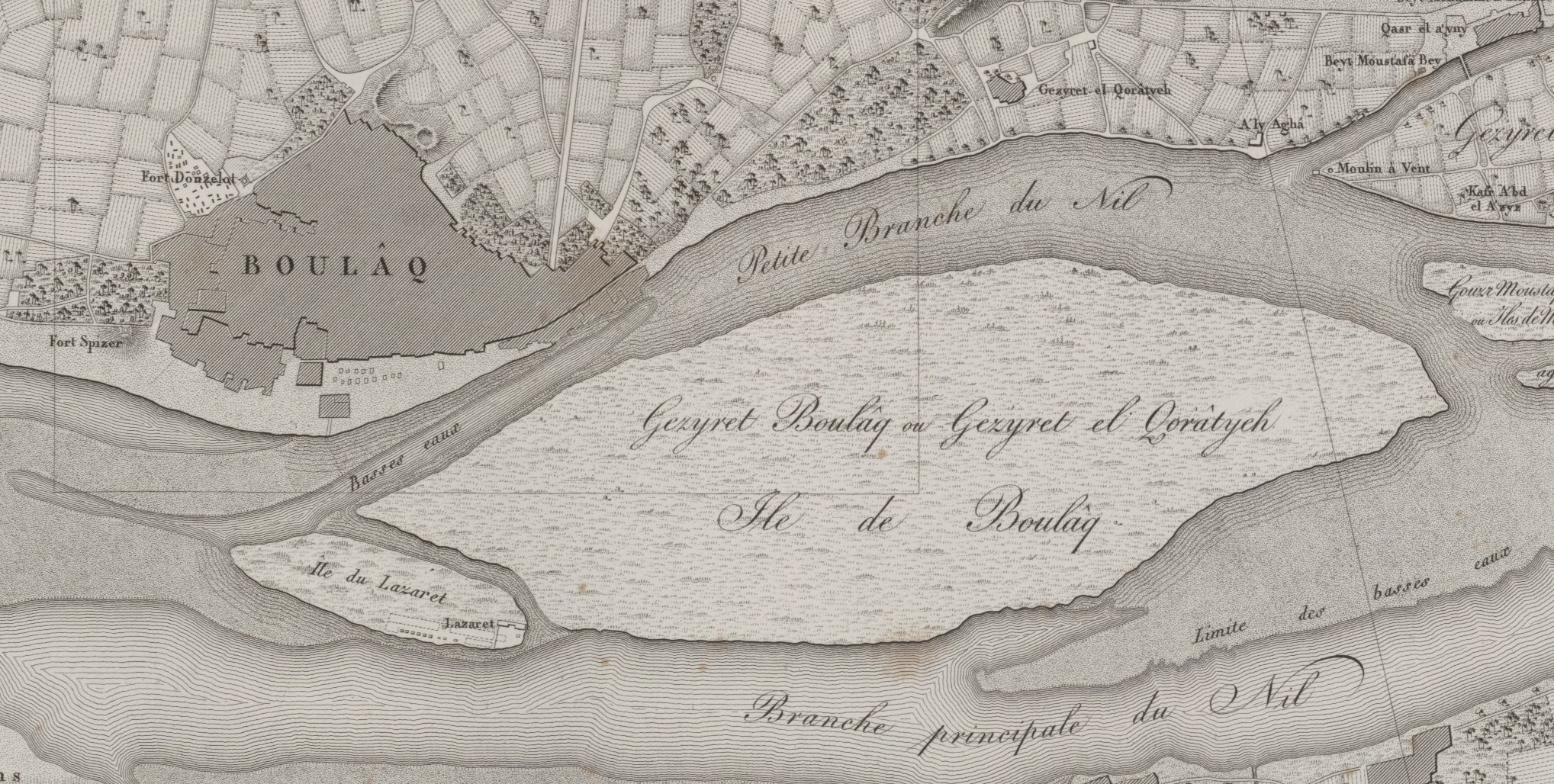
불라크 및 "Bulaq Island"로 표시된 현재의 자말렉(Zamalek). 1800년 경의 지도.

1050년에서 1350년 사이에 나일강이 서쪽으로 이동하면서 동쪽에 토지가 생겨났다. 14세기에 맘루크(Mamluk)가 통치하던 시절에는 항구 근처에 상인들을 위한 위칼라(Wikala), 모스크, 주택으로 가득했다. 15세기에 불라크 지구의 개발이 본격적으로 시작되었으며, 술탄 바스베이(Barsbay) 통치 하에서 불라크는 카이로의 주요 항구가 되었다. 19세기에는 이집트 전역에서 온 여러 계층의 노동계급이 무함마드 알리의 도시 계획에 따라서 이 도시로 이주했으며, 북쪽에는 공장 지대가 세뤄졌다.
현재에는 인쇄 기계, 금속 세공 및 기계 공장 등 소규모 작업장 이 밀집되어 있는 지역이다. 

## 참고 문헌
내용주
1. ↑  Bulaq, Bulak, Beaulac으로도 표기된다.

참조주
1. ↑  Selim, Gehan (2016). 《Unfinished Places: The Politics of (Re)making Cairo's Old Quarters》. Routledge. ISBN 9781317506256.
2. ↑  Parker, Richard B.; Sabin, Robin; Williams, Caroline (1985). 《Islamic monuments in Cairo》 3판. Cairo: American University in Cairo Press. 276쪽. ISBN 977-424-036-7.